# Crowders Mountain State Park
Crowders Mountain State Park is natuurmonument en staatspark in Gaston County in de Amerikaanse staat North Carolina. Het park is 20,74 km² groot en ligt nabij Kings Mountain en aan de rand van Gastonia. Het omvat de pieken van Crowder's Mountain en The Pinnacle. Crowders Mountain werd genoemd naar Crowders Creek die ontspringt aan de voet van de berg. In tegenstelling tot wat historische informatie, werd Crowders Mountain niet genoemd naar Ulrich Crowder. (Er is geen historisch bewijs dat hij ooit in dit gebied was.) De kliffen zijn een populaire bestemming voor bergbeklimmers. Het park wordt beheerd door de North Carolina Department of Environment and Natural Resources.

## Kenmerken
De bergtoppen zelf zijn inselbergen, een geïsoleerd geërodeerd overblijfsel die abrupt opstijgt uit de omringende vlakte. Geologisch gezien zijn noch Crowders Mountain, noch The Pinnacle echte bergen. Crowders Mountain stijgt fors op ongeveer 240 meter boven het omringende landschap en presenteert steile rotsen tot 46 meter in hoogte. De berg stijgt tot 495 meter boven zeeniveau. De piek wordt verondersteld het overblijfsel te zijn van een veel hogere berg die zo'n 400-500 miljoen jaar geleden werd gevormd en geleidelijk aan werd afgesleten door de elementen. Het park ligt aan de noordoostkant van de Kings Mountain Range, een 26 kilometer lange reeks van lage pieken, waar ook de Veldslag van Kings Mountain in de Amerikaanse Revolutie heeft plaatsgevonden.

## Geschiedenis
In de vroege jaren 1970 werden er plannen gemaakt om de berg te ontwikkelen en af te graven voor kyaniet, een mineraal dat wordt gebruikt om porselein te maken. Dit leidde ertoe dat de gemeenteraad van Gastonia, van North Carolina, onderwijsinstellingen en andere bezorgde burgers de berg kochten en de berg aan de staatoverheid gaven. Het gebied wordt sinds 1973 door de staat North Carolina beschermd onder de naam Crowders Mountain State Park, vanwege zijn significante natuurlijke ecologie, planten en dieren, intrinsieke schoonheid en unieke recreatiemogelijkheden. In 1974 ging het park open voor het publiek. In 1987 werd The Pinnacle toegevoegd aan het park. In het jaar 2000 werd er nog eens 8,1 vierkante kilometer toegevoegd en werd het park officieel verbonden met het Kings Mountain State Park en Kings Mountain National Military Park, beide gelegen in South Carolina.